# Tina Thörner
Maria Kristina "Tina" Thörner (Säffle, Suecia, 24 de febrero de 1966) es una copiloto del rally.
Su carrera como copiloto empezó en 1984. Ha sido copiloto de muchos pilotos diferentes de Rally Dakar. En 2004 y 2005 fue la copiloto de Colin McRae y en 2006 quedó en segundo lugar en el concurso. También ha ganado tres compeonatos mundiales.
En el primavera de 2011 "Tina" participó en Let's Dance junto con el bailarínTobias Karlsson.

## Resultados

### Rally Dakar
| Año     | Categoría | Vehículo   | Copiloto           | Posición | Etapas |
| ------- | --------- | ---------- | ------------------ | -------- | ------ |
| 1999    | Coches    | Mitsubishi | Jutta Kleinschmidt | 3.º      | 2      |
| 2000    | Coches    | Mitsubishi | Jutta Kleinschmidt | 5.º      | 1      |
| 2003    | Coches    | Nissan     | Ari Vatanen        | 7.º      | 4      |
| 2004    | Coches    | Nissan     | Colin McRae        | 20.º     | 2      |
| 2005    | Coches    | Nissan     | Colin McRae        | Ret.     | 2      |
| 2006    | Coches    | Volkswagen | Giniel de Villiers | 2.º      | 1      |
| 2007    | Coches    | BMW        | Jutta Kleinschmidt | 15.º     | -      |
| 2009    | Coches    | BMW        | Nasser Al-Attiyah  | Ret.     | 2      |
| 2010    | Coches    | BMW        | Guerlain Chicherit | 5.º      | 1      |
| Fuente: |           |            |                    |          |        |